# Каражар (Актюбинская область)
Каражар (каз. Қаражар) — село в Байганинском районе Актюбинской области Казахстана. Входит в состав Жаркамысского сельского округа. Код КАТО — 153637400.

## Население
В 1999 году население села составляло 714 человек (374 мужчины и 340 женщин). По данным переписи 2009 года, в селе проживало 660 человек (341 мужчина и 319 женщин).